# Чемпионат Фарерских островов по волейболу среди женщин
Чемпионат Фарерских островов по волейболу среди женщин — ежегодное соревнование женских волейбольных команд Фарерских островов. Проводится с 1969 года.
Соревнования проходят в трёх дивизионах — Премьер-лиге, 1-м и 2-м дивизионах. Организатором чемпионатов является Фарерский волейбольный союз.

## Формула соревнований (Премьер-лига)
Чемпионат 2024/25 в Премьер-лиге включал два этапа — предварительный и финал. На предварительной стадии команды играли в 3 круга. Две лучшие вышли в финал и в серии из двух матчей определили чемпиона. В случае равенства побед и очков для определения победителя предусмотрен «золотой» сет.
За победы со счётом 3:0 и 3:1 команды получают 3 очка, за победу 3:2 — 2, за поражение 2:3 — 1, за поражения 1:3 и 0:3 очки не начисляются.
В чемпионате 2024/25 в Премьер-лиге участвовали 6 команд: СИ (Сёрвагур), «Флейр» (Торсхавн), «Мьёлнир» (Клаксвик), ТБ (Твёройри), КИФ (Коллафьёрдур), «Дроттур» (Мидвагур). Чемпионский титул выиграл «Флейр», победивший в финальной серии СИ 2-0 (3:2, 3:2). 3-е место занял «Мьёлнир». 

## Чемпионы
| - 1969 НФЛ Торсхавн - 1970 НФЛ Торсхавн - 1971 «Нейстин» Торсхавн - 1972 «Нейстин» Торсхавн - 1973 «Нейстин» Торсхавн - 1974 «Нейстин» Торсхавн - 1975 НФЛ Торсхавн - 1976 МБ Мидвагур - 1977 МБ Мидвагур - 1978 МБ Мидвагур - 1979 СИФ Сандавагур - 1980 СИФ Сандавагур - 1981 «Мьёлнир» Клаксвуйк - 1982 «Мьёлнир» Клаксвуйк - 1983 «Мьёлнир» Клаксвуйк - 1984 «Мьёлнир» Клаксвуйк - 1985 «Мьёлнир» Клаксвуйк - 1986 «Мьёлнир» Клаксвуйк - 1987 «Мьёлнир» Клаксвуйк - 1988 «Мьёлнир» Клаксвуйк - 1989 «Флейр» Торсхавн - 1990 «Флейр» Торсхавн - 1991 «Флейр» Торсхавн - 1992 «Мьёлнир» Клаксвуйк - 1993 «Мьёлнир» Клаксвуйк - 1994 «Флейр» Торсхавн - 1995 «Флейр» Торсхавн - 1996 «Мьёлнир» Клаксвуйк - 1997 «Флейр» Торсхавн | - 1998 «Мьёлнир» Клаксвуйк - 1999 «Мьёлнир» Клаксвуйк - 2000 «Мьёлнир» Клаксвуйк - 2001 «Дроттур» Мидвагур - 2002 ТБ Твёройри - 2003 ИФ Фуглафьёрдур - 2004 «Мьёлнир» Клаксвуйк - 2005 «Мьёлнир» Клаксвуйк - 2006 «Дроттур» Мидвагур - 2007 ИФ Фуглафьёрдур - 2008 СИ Сёрвагур - 2009 СИ Сёрвагур - 2010 СИ Сёрвагур - 2011 «Мьёлнир» Клаксвуйк - 2012 «Мьёлнир» Клаксвуйк - 2013 «Мьёлнир» Клаксвуйк - 2014 «Мьёлнир» Клаксвуйк - 2015 ТБ Твёройри - 2016 «Флейр» Торсхавн - 2017 «Дроттур» Мидвагур - 2018 «Флейр» Торсхавн - 2019 «Флейр» Торсхавн - 2020 «Мьёлнир» Клаксвуйк - 2021 СИ Сёрвагур - 2022 «Флейр» Торсхавн - 2023 СИ Сёрвагур - 2024 «Дроттур» Мидвагур - 2025 «Флейр» Торсхавн |